# Estë
Estë, también conocida como la Gentil y la Sanadora de heridas y fatiga (Estë "the Gentle", "the healer of hurts and of weariness" en el original inglés), es un personaje ficticio perteneciente al legendarium del escritor británico J. R. R. Tolkien, que aparece en su novela El Silmarillion. Es una de las Valier, las damas de Valar; la esposa de Irmo.
Vive en sus jardines, los Jardines de Lórien, en Valinor. Siempre va vestida de gris y duerme durante el día en la isla del lago Lórellin.
Estë significa «descanso». Es la señora de la curación y la tranquilidad, que libera del cansancio y la inquietud. 